# Druhý chrám

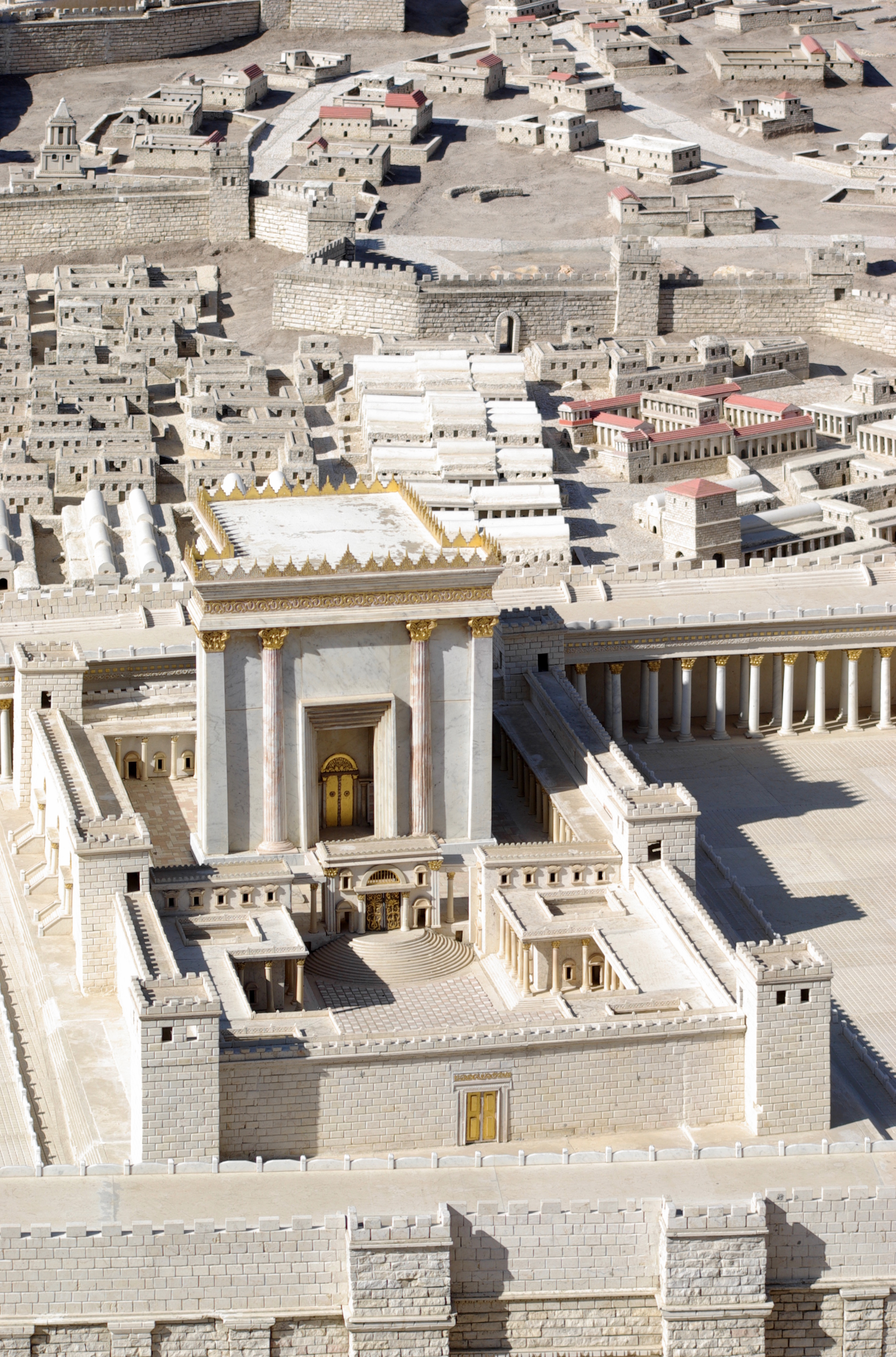
Model Druhého chrámu v Izraelském muzeu v Jeruzalémě

Druhý chrám (hebrejsky: בית המקדש v překladu „svatý dům“) je označení pro jeruzalémský chrám, který stál na Chrámové hoře od roku asi 516 př. n. l. do roku 70 n. l. Po návratu z babylonského zajetí byl centrem židovského náboženství a místem přinášení obětí, které skončilo jeho zničením. Zachovala se jen část vnější opěrné zdi z doby jeho pozdějšího rozšíření, která se nazývá Zeď nářků.
Označení chrámu odkazuje na Babyloňany zničený První neboli Šalomounův chrám. Zničení Druhého chrámu Římany znamenal počátek židovské diaspory.

## Historie a popis
Šalomounův chrám, taktéž známý jako První chrám, byl zničen roku 587/586 př. n. l., načež byli Židé v babylonském zajetí. Návrat Židů umožnil edikt nového pána Babylonie, perského krále Kýra II., jímž byla vyhlášena náboženská svoboda. Druhý chrám byl zbudován navrátilci z babylonského zajetí, vedenými Zerubábelem z Davidova rodu, zhruba 70 let po zničení prvního chrámu. Prvním veleknězem se stal Jéšua, syn Jósadakův. O obnově chrámu se píše v biblické knize Ezdráš, která klade jeho dokončení do 6. roku vlády krále Dareia.
V druhém chrámu již chyběla Archa úmluvy (ve svatyni tak zůstal jen kámen, na kterém schrána stála), nádoba s manou (která byla uchovávána z putování Izraele do Kanaánu) a Áronova hůl. Z prvního chrámu tak zůstala zachována jen menora. Během tohoto období byl centrem židovských bohoslužeb, které zahrnovaly i oběti známé jako korbanot‎.
Za makabejského povstání v 2. století př. n. l. byl chrám znesvěcen vojsky seleukovského krále Antiocha IV. K znovuvysvěcení se váže příběh o oleji nalezeném v poničeném chrámě, který zázračně vydržel svítit po sedm dní. Tento příběh je připomínán při židovském Svátku světel (Chanuka), při kterém se zapalují světla na speciálním svícnu.
Další popis chrámu nám zanechává Josephus Flavius ve druhém svazku O starobylosti židů:
Kolem obvodu chrámu byla čtyři sloupořadí a podle zákona střežila každé sloupořadí zvláštní stráž. Do vnějšího sloupořadí směli vstupovat i cizinci, zakázáno to bylo pouze ženám v době, kdy měli měsíčky.
Do druhého sloupořadí směli vstupovat všichni Židé se svými manželkami, pokud byly očištěny od jakékoli poskvrny. Do třetího sloupořadí mohli vejít židovští muži, kteří byli bez poskvrny a očištěni, do čtvrtého sloupořadí vstupovali kněží v kněžském rouchu a do vnitřního svatostánku směli vstoupit jen velekněží ve svém rouchu.
Vše, co se týká bohoslužby, je natolik předem určeno, že je zde i ustanovení, v které hodiny hodiny smějí kněží do chrámu vstupovat. Kněží přicházejí konat tradiční oběti ráno po otevření chrámu a pak opět až v poledne, až pak byl chrám uzavřen.
Do chrámu nesměla být přinesena žádná nádoba, stál v něm pouze oltář, stůl, kadidelnice a svícen.
Brány chrámu byly vysoké šedesát loket (35,5 metru) a široké dvacet loket (12 metrů), byly celé ze zlata a téměř celé tepané. Každý den je zavíralo více, než dvě stě mužů a bylo zakázáno nechat je otevřené.

## Herodova přestavba
Herodes Veliký (74 př. n. l. až 4 př. n. l.) chrám roku 19 př. n. l. nechal přestavět a proměnil jej v honosnou stavbu (čímž si do jisté míry získal přízeň židovského lidu). Herodův chrám byl zbudován ze zelenkavého a bílého mramoru. Vylepšování a rozšiřování chrámu pokračovalo i po Herodově smrti – téměř až do zániku chrámu.

## Zničení
Druhý chrám stál do 10. srpna 70, kdy byl vypálen římským vojskem vedeným Titem. Oproti tomuto běžně uváděnému datu uvádějí židovské zdroje jako datum zničení Chrámu rok 3828 od stvoření světa, což odpovídá roku 68 n.l. Chrám pak již nikdy nebyl obnoven a židé si tuto tragédii připomínají v den, který nazývají Tiš'a be-av. Centrální svatyni po zničení chrámu a rozptýlení židů do diaspory nahradily jednotlivé místní svatyně, synagogy. Dodnes se z chrámu zachovala část jeho vnějšího opevnění nazývaná Západní zeď či Zeď nářků a v místech chrámu zvaném Chrámová hora byly na konci 7. století po islámské expanzi postaveny mešita al-Aksá a Skalní dóm.

## V Novém zákoně
Druhý jeruzalémský chrám se vyskytuje v životě Ježíše Krista popisovaném Novým zákonem. Ježíšova matka Marie s ním do chrámu přináší oběť za prvorozeného syna, v chrámu se odehrává diskuse dvanáctiletého Ježíše s učenci (jediná popisovaná příhoda z jeho pozdějšího dětství) a vztahuje se k němu i vyčištění chrámu, vyhnání kupců a směnárníků z chrámového nádvoří, po kterém prohlásí: „Zbořte tento chrám a já jej ve třech dnech znovu postavím.“ 